# Can Valls (Bigues)
Can Valls és una masia del poble de Bigues, en el terme municipal de Bigues i Riells, a la comarca catalana del Vallès Oriental.
Està situada a llevant del Rieral de Bigues, a l'esquerra del Tenes. Queda al sud-est de Can Vilanou, al sud-oest de Can Pruna Vell, al sud de Can Prat del Camí i al nord-oest de la Vil·la Carlota. Actualment (2010) hi ha una empresa de jardineria.
Està inclosa en el Catàleg de masies i cases rurals de Bigues i Riells.